# Lucia Šušková
Lucia Šušková (* 27. März 1993 in Čadca) ist eine slowakische Fußballspielerin.

## Karriere

### Verein
Šušková startete ihre Karriere mit dem FK Čadca. Es folgte im Sommer 2008 der Weggang aus ihrer Geburtsstadt zur B-Jugend des ŠK Juventus Žilina. Im Sommer 2010 verkündete sie ihren Wechsel zum Stadtrivalen und Erstligisten ŠKF Žirafa Žilina. Dort kam sie jedoch nicht zum Zuge und wechselte daher am 26. Juli 2011 auf Leihbasis zum ŠK Slovan Bratislava. Nach nur einem halben Jahr kehrte sie bereits zur Winterpause der Saison 2011/12 nach Žilina zurück. Sie spielte die Rückrunde für den ŠKF Žirafa Žilina, bevor sie am 3. August 2012 erneut auf Leihbasis zum ŠK Slovan Bratislava wechselte. Im Sommer 2013 verließ sie ihre Heimat Slowakei und wechselte zum FC Neunkirch in die Schweiz, wo sie mit ihren Landsfrauen Dana Fecková und Kristina Cerovská spielt. Nach einer Spielzeit in der Schweiz bei Neunkirch, wechselte sie nach Polen zum TS Mitech Żywiec.

### Nationalmannschaft
Die defensive Mittelfeldspielerin ist A-Nationalspielerin für die Slowakische Fußballnationalmannschaft der Frauen.